# Stoutland (Misuri)
Stoutland es una ciudad ubicada en el condado de Camden en el estado estadounidense de Misuri. En el Censo de 2010 tenía una población de 192 habitantes y una densidad poblacional de 122,73 personas por km².

## Geografía
Stoutland se encuentra ubicada en las coordenadas 37°48′48″N 92°31′1″O / 37.81333, -92.51694. Según la Oficina del Censo de los Estados Unidos, Stoutland tiene una superficie total de 1.56 km², de la cual 1.56 km² corresponden a tierra firme y (0%) 0 km² es agua.

## Demografía
Según el censo de 2010, había 192 personas residiendo en Stoutland. La densidad de población era de 122,73 hab./km². De los 192 habitantes, Stoutland estaba compuesto por el 98.96% blancos, el 0% eran afroamericanos, el 0% eran amerindios, el 0% eran asiáticos, el 0% eran isleños del Pacífico, el 1.04% eran de otras razas y el 0% pertenecían a dos o más razas. Del total de la población el 5.73% eran hispanos o latinos de cualquier raza.